# Plagiognathus cuneatus
Plagiognathus cuneatus är en insektsart som beskrevs av Knight 1923. Plagiognathus cuneatus ingår i släktet Plagiognathus och familjen ängsskinnbaggar. Inga underarter finns listade i Catalogue of Life.